# John Russell (speaker)
Pour les articles homonymes, voir John Russell et Russell.
John Russell, né à une date inconnue et mort au début de l'année 1437, est un juriste et homme politique anglais.

## Biographie
Ses origines sont incertaines. Issu du collège juridique de Lincoln's Inn à Londres, il est avocat plaidant au cours des deux premières décennies du XVe siècle, et est également juge de paix dans son comté d'origine du Herefordshire de février 1407 jusqu'à sa mort. À plusieurs reprises dans les années 1410, il siège ponctuellement comme juge aux cours de comté du Cardiganshire et du Carmarthenshire, au pays de Galles. 
Il est élu député du Herefordshire à la Chambre des communes pour le parlement d'avril 1414. Il est ensuite élu à presque tous les parlements de 1417 à 1433 inclus (à l'exception de ceux de 1425 et de 1427), siégeant au total dans treize parlements. En 1420 il brigue sans succès la présidence de la Chambre : les députés élisent Roger Hunt à cette fonction. John Russell est toutefois élu président de la Chambre en octobre 1423, et y accueille le jeune roi Henri VI, qui y assiste formellement bien que n'ayant pas encore deux ans d'âge. Ce parlement de 1423 refuse de voter des impôts demandés par le gouvernement de régence. Il en va de même ou presque lorsque John Russell préside la Chambre en 1423 : elle n'accorde qu'une levée d'impôts minimale au gouvernement. Il meurt au début de l'année 1437.